# جان كلود بيرغيرون
جان كلود بيرغيرون هو لاعب هوكي جليد كندي، ولد في 14 أكتوبر 1968 في Hauterive ‏ في كندا.

## وصلات خارجية
- جان كلود بيرغيرون على موقع دوري الهوكي الوطني (الإنجليزية)
- جان كلود بيرغيرون على موقع EliteProspects.com (الإنجليزية)
- جان كلود بيرغيرون على موقع HockeyDB.com (الإنجليزية)
- جان كلود بيرغيرون على موقع Hockey-Reference.com (الإنجليزية)